# Rob du Bois
Rob du Bois (Amsterdam, 28 mei 1934 - Haarlem, 28 augustus 2013) was een Nederlands componist. 

## Opleiding
Na het Vossius Gymnasium in Amsterdam ging Du Bois rechten studeren aan de Universiteit van Amsterdam. Hij begon met muzieklessen bij Chris Rabé op de Volksmuziekschool. Daarna had hij pianoles, aanvankelijk van Hans Sachs, en later bij T. Hart Nibbrig-de Graeff. Hij leerde zichzelf componeren. Van invloed op zijn ontwikkeling als componist waren Kees van Baaren, Daniël Ruyneman en Matthijs Vermeulen. 

## Activiteiten
Du Bois werkte als jurist gespecialiseerd in auteursrecht. Als zodanig was hij hoofd van de juridische afdeling van BUMA (Bureau voor MuziekAuteursrecht). 
Veel van de werken die Du Bois componeerde schreef hij op verzoek van musici, en/of in opdracht van fondsen of de overheid. De meeste van zijn stukken zijn geschreven voor kleine ensemble met wisselende bezettingen, maar hij schreef bijvoorbeeld ook het Concerto pour Hrisanide voor piano en orkest (1971). 
Du Bois' werk werd eind jaren 60 internationaal bekend doordat werken van hem gespeeld werden in Zagreb in 1967 en 1969, tijdens de Warschauer Herbst in 1967 en 1969 en op het ISCM-festival in Praag in 1967. In 1991 werden een aantal van zijn stukken gespeeld op een concert aan hem gewijd in Boekarest door Roemeense musici .
Du Bois maakte deel uit van de groep van componisten rond Stichting Gaudeamus vanaf 1959 en werd later bestuurslid.

## Prijzen en onderscheidingen
Du Bois werd tweemaal de ANV Visser Neerlandiaprijs toegekend: in 1966 voor zijn werk Pour deux violons en in 1964 voor zijn muziek voor altblokfluit. 

## Oeuvre

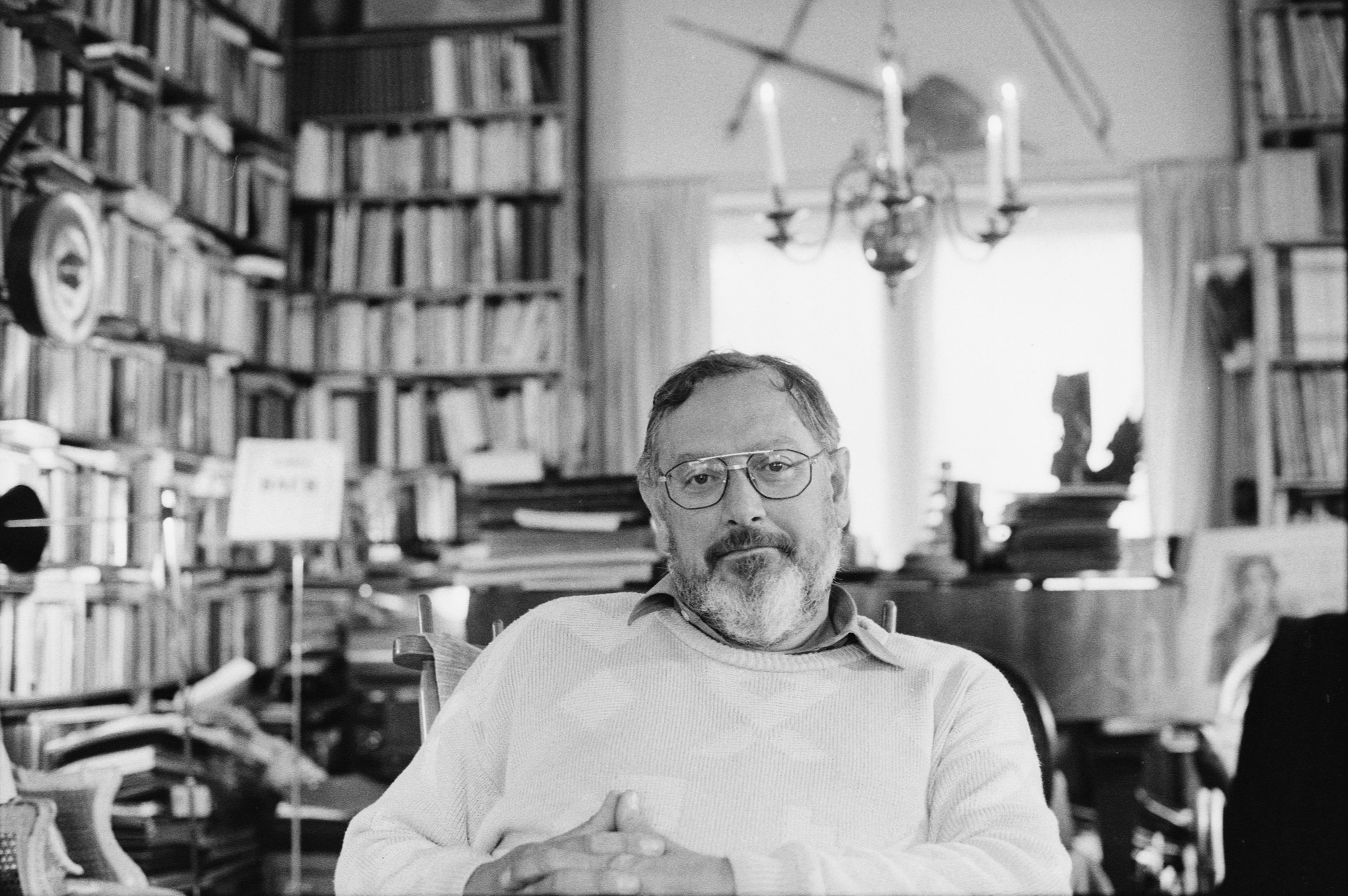
Du Bois (1991)

- 1997 Fleeting: voor klarinetensemble
- 1996 Fünf: voor drei Bläser: voor hobo, klarinet en fagot
- 1996 Gaberbocchus: voor 4 piano’s:
- 1995 Elegia: voor hobo d'amore en strijkorkest
- 1992; rev. 2000 door Maarten Bon Song (without words) nr. 4
- 1992 Sonate II: voor viool solo
- 1990 The independent: vierde strijkkwartet
- 1988 Four indulgent pieces: voor piano
- 1988 The Andino sonata: voor piano
- 1987; orch. 1988 Luna: voor altfluit en orkest
- 1987 Symphorine: voor fluit en strijktrio
- 1987 Thalatta, Thalatta: voor vier basfluiten
- 1987 Luna: voor altfluit en piano
- 1987 Vertiges: voor contrabas en twee blaaskwintetten
- 1986 Das Liebesverbot: voor vier Wagnertuba’s
- 1986 On a lion's interlude: voor altfluit
- 1986 The caretaker: three impressions after Harold Pinter: voor altsaxofoon en marimba
- 1985 Forever amber: voor twee gitaren
- 1984; rev. 1985 Diotima: voor een zangstem, klarinet, altviool en piano, op tekst van Friedrich Hölderlin
- 1984; rev. 1985 Hyperion: klarinet, hoorn, altviool en piano
- 1984 Autumn leaves: voor gitaar en klavecimbel
- 1984 Ars aequi: voor piano en twee contrabassen
- 1982 Iguanodon: voor 6 basklarinetten en 3 contrabasklarinetten
- 1982 My daughter's flower: voor fanfareorkest
- 1982 Sonate: voor cello
- 1982 Axioma: voor twee piano's elk à quatre mains
- 1981 Derde strijkkwartet
- 1981 Sonate voor altviool
- 1980 Sinfonia da camera
- 1980 Sonate: voor viool en piano
- 1980 Elegia: per hobo d'amore, viool, altviool en cello
- 1979 Mir träumte von einem Königskind: voor hoorn en piano
- 1979 Tracery: basklarinet en 4 slagwerkers
- 1979 Beams: voor hobo en piano
- 1979 Adagio cantabile: tenorblokfluit en piano
- 1979 His flow of spirits is something wonderful: cheerful music voor fluit, basklarinet en piano
- 1979 Concert: voor twee violen en orkest
- 1978 Allegro: voor vier piano's
- 1978 Amalgamated music: voor 4 schuiftrombones
- 1978 Springtime: voor 11 musici
- 1978 My river runs to thee: voor 3 gitaren
- 1977-1978 Five minute pieces voor orkest
- 1977 Zodiak
- 1976 Mercy voor John Vincent Moon: piano
- 1976 Quatre invocations voor 1 fagot
- 1976 Spellbound: on Baldricks' 110 inch contrabasblokfluit met verlenging of: how Dorinde got a new born brother: voor contrabasblokfluit
- 1976 Hermans' hide-away: sopraansaxofoon, piano
- 1975 Cadences voor l piano
- 1975 Een suite voor De Suite: tien composities voor piano (2- en 4- handig), twee piano’s en viool en piano van tien componisten
- 1975 Vandaag is het morgen van gisteren: (helaas geen sprookje)
- 1975 Chansons voor appâter les chéiroptères: hobo, 2 oboe d'amores en 2 Engelse hoorns
- 1975 Concerto voor viool en orkest
- 1974 The eighteenth of June: 4 saxofoons
- 1974 Archipels voor klavecimbel
- 1974 Inferno: sopraan, 2 violen, cello, klavecimbel, op tekst van Dante
- 1974 Songs of innocence: countertenor, tenorblokfluit, contrabas, op tekst van Willem Jan Wegerif
- 1974 Melody: basklarinet, strijkkwartet
- 1974 Eine Rede: sopraan, klarinet, bassethoorn, basklarinet
- 1973 Basso doble: voor contrabas en piano
- 1973 Une danse voor Sonia: voor klarinet solo
- 1973 Because it is: voor 4 klarinetten
- 1973 Suite no. 1: voor orkest
- 1973 Ut supra: voor altviool en piano
- 1973 Tre pezzi per orkest
- 1973 Allegro voor strijkers
- 1972 New pieces voor piano
- 1972 The dog named Boo has a master called Lobo: voor klarinet, viool en piano
- 1971 Chemin: voor basklarinet solo
- 1971 Zeven bagatellen: voor fluit en piano
- 1971 Polonaise: voor een pianist en een slagwerker
- 1971 Fusion voor deux: voor basklarinet en piano
- 1971 Zwanzig Lieder: (1951-1971): voor een stem en piano
- 1971 Le concerto voor Hrisanide: voor piano en orkest
- 1970 Midas: balletmuziek
- 1970 A flower given to my daughter: voor orkest
- 1969 Pastorale II: voor blokfluit, fluit en gitaar
- 1969 Enigma: voor fluit, basklarinet, slagwerk en piano
- 1969 Souvenir voor viool: (soir pour violon)
- 1969 Jeu voor hobo
- 1969 Réflexions sur le jour où Pérotin le Grand ressuscitera: voor blaaskwintet:
- 1969 Trio agitato: hoorn (F), trombone, tuba
- 1969 Symposion: voor hobo, viool, altviool en cello
- 1969 Because going nowhere takes a long time, versie voor sopraan, klarinet en piano, op een gedicht van Kenneth Patchen
- 1968; rev. 1973 Musique d'atelier voor besklarinet, trombone, cello en piano
- 1968; rev. 1971 Ranta music second version: voor een slagwerker
- 1968 Ranta music: voor een slagwerker (oorspronkelijke versie)
- 1968 Per due: voor fluit en harp
- 1968 Sketch: voor cello en piano
- 1968 A combination of voices: voor 2 piano’s
- 1968 Music voor een schuiftrombone
- 1967 Heliotroop: voor een soloinstrument en een willekeurig aantal begeleiders
- 1967 Breuker concerto: voor saxofoons, klarinetten en 21 strijkers
- 1967 Trois études: voor piano
- 1967 Strijktrio
- 1967 Rounds: voor clarinet en piano
- 1967 Summer music: voor altsaxofoon, viool en cello
- 1967 Musica per quattro: (1967): hoorn, 2 trompetten, trombone
- 1967 Night music: voor fluit, altviool en gitaar
- 1967 Beat music: voor 2 slagwerkers
- 1967 Les voyages de Gulliver: 4 fragmenten voor mezzo-sopraan en piano
- 1967 Because going nowhere takes a long time: voor middenstem, fluit en piano
- 1966 Voices: voor piano
- 1966 Pour deux violons
- 1966 Pastorale V: voor strijkkwartet
- 1966 Words: voor mezzo-sopraan, fluit, cello en piano
- 1965 Simultaneous: voor orkest
- 1965 Seven little pieces: voor viool en piano
- 1965 Ad libitum: per viool e piano
- 1965 Mood music: voor hobo en orgel
- 1965 Pour faire chanter la polonaise voor fluit, sopraan en 3 piano’s
- 1964 Deuxième série de rondeaux: voor piano à quatre mains en slagwerk ad libitum
- 1964 Pastorale VI: voor piano
- 1964 Just like a little sonata: voor piano
- 1964 Pastorale VII: voor altblokfluit
- 1963 Cercle: voor piano, 9 blaasinstrumenten en slagwerk
- 1963 Pastorale III: voor esklarinet, bongo's en contrabas
- 1963 Concertino: voor schoolorkest
- 1963 Pastorale IV: voor gitaar
- 1963 Espaces à remplir: voor onze musiciens
- 1963 Une façon de dire que les hommes de cent vingt ans ne chantent plus: voor sopraan, piano en 4 slagwerkinstrumenten
- 1962 Rondeaux pour deux
- 1962 Spiel en Zwischenspiel: voor blokfluit en piano
- 1962 Chants en contrepoints: voor blaaskwintet
- 1962 Twee stukken: voor fluit, hobo en cello
- 1961 Trio: fluit, hobo, klarinet
- 1961 Muziek: voor fluit solo
- 1961 Bewegingen: voor piccolo en piano
- 1961 Muziek voor altblokfluit
- 1960; rev. 1969 Pastorale I: voor hobo, klarinet en harp
- 1960; rev. 1968 Concert voor piano en orkest
- 1960; rev. 1964 Kwartet: voor hobo, viool, altviool en cello
- 1960 Strijkkwartet I
- 1960 Sonatine voor piano
- 1958 Three pieces: voor klarinet
- 1955 Sonate voor viool
- 1954 Trois danses tristes: voor hoorn in F en altviool
- 1954 Three sad dances: voor 2 altviolen
- 1954 Drei traurige Tänze: voor alt en altviool op tekst van Stefan George: Das Jahr der Seele
- 1953; rev. 1968 Sieben kleine pianostücke
- Neue Niederländische pianomusik boek 2, hedendaagse Nederlandse pianomuziek met werken van onder anderen Jurriaan Andriessen, Rob du Bois, G. Janssen, uitgegeven door Ton Hartsuiker
- Pastorale II: voor blokfluit, fluit en gitaar